# Bluegrass
Bluegrass là một dạng nhạc root hình thành tại nước Mỹ, và là một thể loại liên quan của country. Bluegrass được ảnh hưởng bởi âm nhạc Appalachia, kết hợp các yếu tố của nhạc dân gian Ireland, Scotland, Wales, và Anh và sau đó tiếp tục được ảnh hưởng bởi âm nhạc của người Mỹ gốc Phi bằng việc thêm vào những yếu tố jazz.
Những người dân từ Vương quốc Liên hiệp và Ireland đã đến Appalachia vào thế kỷ 18, và mang theo cả âm nhạc từ quê hương của họ. Loại nhạc truyền thống này gồm những bài ballad Anh và Scotland, cũng như những điệu nhạc để nhảy, như điệu reel Ireland. Nhiều bài bluegrass thời đầu xuất phát trực tiếp từ âm nhạc Quần đảo Anh. Một số bản ballad bluegrass Appalachia, như "Pretty Saro", "Barbara Allen", "Cuckoo Bird" và "House Carpenter", đến từ Anh và được lưu giữ về cả giai điệu và ca từ. Số khác, ví dụ The Twa Sisters, cũng từ Anh; song, lời hát lại về Ireland. Vài ca khúc ballad bluegrass Appalachia đệm fiddle, như "Leather Britches", và "Pretty Polly", có gốc Scotland.
Ở bluegrass, cũng như vài dạng jazz, một hay nhiều nhạc cụ có nhiệm vụ chơi một giai điệu và ứng tác quanh nó, trong khi những nhạc cụ khác đệm thêm vào; điều này đặc biệt nổi bật ở những đoạn breakdown. Breakdowm thường có nhịp độ nhanh, kiểu chơi nhạc cụ khác thường và có khi cả những lần đổi hợp âm khéo léo.
Có ba tiểu thể loại bluegrass lớn. Traditional bluegrass (tức bluegrass truyền thống) là khi những nhạc công chơi những bản nhạc dân gian, với những chuỗi hợp âm truyền thống đơn giản, và chỉ dùng nhạc cụ mộc (một ví dụ là Bill Monroe). Progressive bluegrass có thể sử dụng nhạc cụ điện và "bluegrass hóa" những bài hát từ các thể loại khác, đơn cử rock & roll, ví dụ gồm Cadillac Sky và Bearfoot. "Bluegrass gospel" hình thành, trở thành tiểu thể loại thứ ba. Một nhánh khác, mới hơn của bluegrass là "Neo-traditional bluegrass"; với các ban nhạc như The Grascals và Mountain Heart.